# 海南新樟
海南新樟（学名：Neocinnamomum lecomtei），为樟科新樟属下的一个种。